# Musninkai
Musninkai (ryska: Муснинкай) är en ort i Litauen. Den ligger i den centrala delen av landet, 40 km nordväst om huvudstaden Vilnius. Musninkai ligger 107 meter över havet och antalet invånare är 472.
Terrängen runt Musninkai är platt. Runt Musninkai är det ganska glesbefolkat, med 23 invånare per kvadratkilometer. Närmaste större samhälle är Širvintos, 12,8 km nordost om Musninkai. Trakten runt Musninkai består till största delen av jordbruksmark.